# بلدية نيابرابا
نيابرابا هي إحدى بلديات مقاطعة بوجومبورا الريفية في بوروندي.